# PhosAgro
PhosAgro (ros. ФосАгро) – rosyjskie przedsiębiorstwo z siedzibą w Moskwie, jeden z czołowych światowych producentów nawozów na bazie fosforanów.
Spółka jest największym w Europie producentem nawozów na bazie fosforanów, największym na świecie producentem fosforytów wysokiej jakości oraz drugim na świecie pod względem wielkości producentem (z wyłączeniem Chin) diwodorofosforanu amonu (MAP) i wodorofosforanu amonu (DAP).
PhosAgro zajmuje 11 miejsce na liście największych przedsiębiorstw rosyjskich.